# Байтали
Байтали (на украински: Байтали) е село в Южна Украйна, Подилски район на Одеска област. Основано е през 1723 година. Населението му е около 917 души.